# Garo Mafyan
Garo Mafyan, född 24 februari 1951 i Erenköy i Istanbul, är en turkisk kompositör, musiker och dirigent. Mafyan är av armeniskt ursprung.
Garo Mafyan är verksam som musiker och spelar piano. Han har bland annat komponerat musiken till den turiska komedin "Dunyayi kurtaran adamin oglu" (Turks in Space). Som dirigent har han bland annat dirigerat musiken för Turkiet i Eurovision Song Contest 1982, 1985 och 1987. Mafyan har vidare medverkat i den expertjury som utser det turkiska bidraget till tävlingen.